# التوترات بين جمهورية الكونغو الديمقراطية ورواندا (2022 – الآن)
في عام 2022، اندلعت توترات شديدة بين جمهورية الكونغو الديمقراطية ورواندا، مما أدى إلى عدة هجمات مزعومة من قبل القوات الكونغولية والرواندية على أراضي كل منهما. تأتي التوترات على خلفية الهجمات التي شنتها حركة 23 مارس والتي تتهم جمهورية الكونغو رواندا بدعمها وبالمثل اتهمت رواندا جمهورية الكونغو بدعم حركة القوات الديمقراطية لتحرير رواندا.